# Daniela Andreescu
Daniela Nicoleta Andreescu (n. 26 septembrie 1963, orașul București) este o juristă română, care îndeplinește în prezent funcția de consilier de stat la Departamentul Constituțional Legislativ al Administrației Prezidențiale (din 2007).

## Biografie
Daniela Nicoleta Andreescu s-a născut la data de 26 septembrie 1963, în orașul București. După absolvirea liceului, a lucrat ca funcționară la Institutul de Proiectări Construcții de Mașini - IPCM (octombrie 1981 – ianuarie 1982) și apoi la Întreprinderea Vulcan București (1982–1990).
În paralel cu activitatea profesională, a absolvit cursurile Facultății de Drept din cadrul Universitatea București (1990). Ulterior a absolvit și Facultatea de Științe Politice din cadrul Universității Creștine "Dimitrie Cantemir" din București (2004), cursul de master cu tema "Libertatea de mișcare a persoanelor în Europa" organizat de Organizația Internațională pentru Migrație și Universitatea din Oradea (2005), cursul de perfecționare în "Managementului Resurselor Umane din Administrația Publică și Integrarea Europeană", organizat de Institutul Național de Administrație (2004) și programul de perfecționare în "Cooperarea Regională Transfrontalieră", organizat de Institutul Național de Administrație (2005).
După absolvirea facultății, a lucrat în cadrul Confederației Naționale a Sindicatelor Libere din România (CNSLR-Frăția), pe posturile de jurisconsult (noiembrie 1990 – ianuarie 1991), consilier juridic (ianuarie 1991 – octombrie 1993) și șeful Departamentului Juridic (octombrie 1993 - octombrie 1994). Se transferă apoi în cadrul Direcției Legislație și Contencios din Ministerul Industriei și Comerțului, lucrând ca director adjunct (octombrie 1994 - august 1997) și consilier (august 1997 - iunie 1998).
Devine prin concurs magistrat, îndeplinind funcțiile de magistrat asistent la Curtea Supremă de Justiție, Secția Contencios Administrativ (iunie 1998 - august 2000) și judecător la Tribunalul București, Secția comercială (august 2000 – noiembrie 2000). Este detașată apoi în funcțiile de Inspector General Judecătoresc la Ministerul Justiției (noiembrie 2000 - iulie 2001) și de Șef Serviciu Contencios la Ministerul Justiției (iulie 2001 - februarie 2002). În februarie 2002, este detașată în funcția de Director la Oficiul pentru Migrația Forței de Muncă din momentul înființării și până la data de 27 ianuarie 2005, în această calitate punând efectiv în aplicare acordurile dintre România și alte țări privind schimbul de forță de muncă.
În perioada 27 ianuarie 2005 – 11 aprilie 2007 îndeplinește funcția de secretar de stat în Ministerul Muncii, Solidarității Sociale și Familiei, conducând Departamentul pentru Muncă în Străinătate, Corpul atașaților pe probleme de muncă și sociale și având în coordonare Oficiul pentru Migrația Forței de Muncă. În această calitate, a inițiat modificări ale Legii 156/2000 privind protecția cetățenilor români care lucrează în străinătate, ale Legii 203/1999 privind permisele de muncă și ale hotărârilor de guvern subsecvente și a formulat puncte de vedere și analize la proiecte de acte normative privind migrația în scop de muncă, statutul cetățenilor străini și drepturile și obligațiile românilor privind libertatea de mișcare, a întocmit proiecte de aplicare a acordurilor bilaterale în vigoare, analize și sinteze juridice în domeniu. De asemenea, în perioada iulie – decembrie 2006:, a realizat Campania de Informare privind Riscurile Migrației Ilegale. A părăsit funcția de secretar de stat la 11 aprilie 2007, după ieșirea Partidului Democrat de la guvernare.
La data de 22 noiembrie 2007, Daniela Andreescu a fost numită în funcția de consilier de stat la Departamentul Constituțional Legislativ al Administrației Prezidențiale. Din ianuarie 2009 a fost numită secretar de stat la Secretariatul General al Guvernului dar a fost demisă din cauza unor bănuieli de corupție.
În paralel, este consilier juridic, membru al Uniunii Naționale a Juriștilor (2005) și lector asociat la Facultatea de Științe Politice și Științele Comunicării din cadrul Universității din Oradea. Daniela Andreescu este căsătorită cu Aurel Teodorescu și are un copil.

## Lucrări publicate
- Totul despre recrutarea și plasarea de forță de muncă în străinătate. Agenții de ocupare forță de muncă în străinătate (Editura și tipografia "Constant", 2003)
- Emigrația în muncă a românilor după 1990(Ed. Yes, 2004) - ediție în limba română, limba engleză și limba spaniolă, în colaborare cu Aurel Teodorescu,
- Întâmplări privind migrația sau povestea Cenușăresei (Ed. Cartea studențească, 2005) - în colaborare cu Aurel Teodorescu
- Studiu de impact. Liberalizarea pieței muncii din România. Oportunități și Riscuri (2006) - coautor
- Studiu. Deciziile Marii Britanii și Irlandei de a restricționa accesul pe piața muncii pentru cetățenii români și bulgari după 1 ianuarie 2007 – decizie economică și decizie politică internă (2006) - coautor
- Studiu. Lucrătorul detașat, modul de reglementare a posibilității unui cetățean străin de a lucra cu statut de detașat pe teritoriul României și instituțiile implicate în gestionarea acestor proceduri (2007) - coautor
- Studiu. Privind măsurile tranzitorii și echivalente în domeniul libertății de mișcare a persoanelor în scop de muncă (2007) - coautor
- Oficiul pentru Migrația Forței de Munca între pace și război (Ed. de Sud, Craiova, 2007) - în colaborare cu Aurel Teodorescu.